# Bupleurum plantaginifolium
Bupleurum plantaginifolium är en flockblommig växtart som beskrevs av Robert Wight. Bupleurum plantaginifolium ingår i släktet harörter, och familjen flockblommiga växter. Inga underarter finns listade i Catalogue of Life.